# Acronicta pulla
Acronicta pulla är en fjärilsart som beskrevs av Embrik Strand 1903. Acronicta pulla ingår i släktet Acronicta och familjen nattflyn. Inga underarter finns listade i Catalogue of Life.